# صحراء الدهناء
صحراء الدهناء تعتبر الدهناء من صحاري المملكة العربية السعودية، تبلغ مساحتها 45,000 كم2، وتقع ضمن منطقة الحدود الشمالية وحائل والقصيم والمنطقة الشرقية ومنطقة الرياض، وتمثل 7,1% من مجمل التجمعات الرملية في المملكة.

## موقع صحراء الدهناء
الدهناء عبارة عن صحراء رملية متخذة شكل القوس الذي يمتد نحو 1200كم من جنوب شرق النفوذ إلى شمال الربع الخالي، ويطلق مسمى الرميلة على نهايتها الجنوبية وهو اسم محلي يعني قرب اندماج رمال الدهناء برمال الربع الخالي، وعرض الدهناء يختلف من مكان لأخر فمتوسط عرضها شمال وادي الباطن هو 20م، وأمام وادي الباطن ترتبط الدهناء مع نفوذ المظهور ونفوذ الثويرات عبر عروق السياريات، والسبب في تراكم الرمال في هذه المنطقة أنها تقع إلى الشرق من مجرى وادي الرمة القديم، وإلى الشرق من خط طول 45 شرقاً تنقسم الدهناء إلى قسمين، وتسمى المنطقة الفاصلة بالجندلية التي تعتبر أرض فياض وآبار، ففيها فيضة أم الصعانين، وفيضة طليعة، وآبار الحنبلي، وكما يمر من خلالها طريق المجمعة - حفر الباطن، ومتوسط عرض صحراء الدهناء هو 75كم، ثم تبدأ في التناقص كلما أقتربنا من وادي السهباء حيث لا يتجاوز عرضه 35كم، والدهناء تبدأ في الاتجاه نحو الشرق في قوسٍ منحن يوازي الحافات الصخرية، وعند وادي السهباء تبدأ الصحراء في الاتجاه نحو الجنوب الغربي حتى نهايتها في الربع الخالي.

## في معجم البلدان
قال ياقوت الحموي في معجم البلدان "الدَّهنَاءُ:فتح أوله، وسكون ثانيه، ونون، وألف تمد وتقصر، وبخط الوزير المغربي: الدهناء عند البصريين مقصور وعند الكوفيين يقصر ويمد، والدّهان:
الأمطار اللينة، واحدها دهن، وأرض دهناء مثل الحسن والحسناء، والدهان: الأديم الأحمر، قالوا في قوله تعالى: فَكانَتْ وَرْدَةً كَالدِّهانِ 55: 37، قالوا: شبهها في اختلاف ألوانها من الفزع الأكبر بالدهن واختلاف ألوانه أو الأديم واختلاف ألوانه، ولعل الدهناء سميت بذلك لاختلاف النبت والأزهار في عراضها، قال الساجي: ومن خط ابن الفرات نقلت: بنى عتبة بن غزوان دار الإمارة بالبصرة في موضع حوض حماد وهو حوض سليمان بن عليّ في رحبة دعلج، وهي رحبة بني هاشم، وكانت الدار تسمى الدهناء، قال أبو منصور: الدهناء من ديار بني تميم معروفة، تقصر وتمدّ، والنسبة إليها دهناويّ، قال ذو الرّمة:
أقول لدهناويّة.
قال: وهي سبعة أجبل من الرمل في عرضها، بين كل جبلين شقيقة، وطولها من حزن ينسوعة إلى رمل يبرين، وهي من أكثر بلاد الله كلأ مع قلة أعذاء ومياه، وإذا أخصبت الدهناء ربّعت العرب جمعا لسعتها وكثرة شجرها، وهي عذاة مكرمة نزهة، من سكنها لا يعرف الحمّى لطيب تربتها وهوائها، آخر كلامه، وقال غيره: إذا كان المصعد بالينسوعة، وهو منزل بطريق مكة من البصرة، صبحت به أقماع الدهناء من جانبه الأيسر واتصلت أقماعها بعجمتها وتفرعت جبالها من عجمتها، وقد جعلوا رمل الدهناء بمنزلة بعير وجعلوا أقماعها التي شخصت من عجمتها نحو الينسوعة ثفنا كثفن البعير، وهي خمسة أجبل على عدد الثفنات: فالجبل الأعلى منها الأدنى إلى حفر بني سعد واسمه خشاخش لكثرة ما يسمع من خشخشة أموالهم فيه، والجبل الثاني يسمى حماطان، والثالث جبل الرمث، والرابع معبّر، والخامس جبل حزوى، وقال الهيثم بن عديّ:
الوادي الذي في بلاد بني تميم ببادية البصرة في أرض بني سعد يسمونه الدّهناء، يمر في بلاد بني أسد فيسمونه منعج ثم في غطفان فيسمونه الرّمّة، وهو بطن الرمة الذي في طريق فيد إلى المدينة، وهو وادي الحاجر، ثم يمر في بلاد طيّء فيسمونه حائل، ثم يمر في بلاد كلب فيسمونه قراقر، ثم يمر في بلاد تغلب فيسمونه سوى، وإذا انتهى إليهم عطف إلى بلاد كلب فيصير إلى النيل، ولا يمر في بلاد قوم إلا انصبّ إليهم كلها، هذا قول الهيثم.

## مكونات صحراء الدهناء
- تتكون الدهناء من كثبان طولية متوازية تسمى عُروق وتتسع المسافات بينها، وتميل هذه العروق إلى الانعطاف نحو الجنوب الشرقي كاستجابة للرياح الشمالية المسماة بالشمال.
- تعتبر الدهناء رغم ندرة تساقط الأمطار عليها مكاناً مرغوباً لرعاة الجمال خلال فصلي الشتاء والربيع، ويقول ياقوت الحموي في هذا الشأن:«الدهناء سبعة أحبلٍ في عرضها بين كل حبلين شقيقة، وطولها من حزن ينسوعة إلى رمل يبرين وهي من أكثر بلاد الله كلاً مع قلة الغذاء والماء، وإذا أخصبت الدهناء ربعت العرب جميعاً لسعتها وكثرة أشجارها».[5]

## انظر ايضاً
- صحراء الربع الخالي
- صحراء النفود الكبير
- أودية صحراوية

## وصلات خارجية
- الدهناء تعود إلى الواجهة.
- جيولوجي ألماني يتجول في صحراء الدهناء بحثاً عن مخزونات المياه.